# Comuna Liuțerna, Vilneansk
Liuțerna (în ucraineană Люцерна) este o comună în raionul Vilneansk, regiunea Zaporijjea, Ucraina, formată din satele Bahatîrivka, Liuțerna (reședința), Vilnohrușivske și Vilnoulanivske.

## Demografie
Componența lingvistică a comunei Liuțerna
     Ucraineană (77,62%)
     Rusă (21,84%)
     Alte limbi (0,31%)
Conform recensământului din 2001, majoritatea populației comunei Liuțerna era vorbitoare de ucraineană (77,62%), existând în minoritate și vorbitori de rusă (21,84%).